# César Sastre
Cesar Sastre es un pintor, escultor, editor y promotor artístico afincado en Sevilla. Su obra ha sido expuesta en la XXVII Bienal de pintura de Morón de la Frontera (1997), en la galería Ventana Abierta (1995), así como en el Museo de Arte Contemporáneo de Sevilla (1997). Como promotor se ha encargado de llevar a cabo la exposición homenaje de "El Guernica", llamada "El Guernica 25 años después" que tuvo lugar en la capital hispalense. Como editor ha sacado a la luz títulos como Alzar el vuelo (antología de la joven poesía sevillana) o Sevilla 24 poetas, 24 artistas, las revistas especializadas Cámara Lenta (de cine y otro audiovisuales) y El mirador de los vientos (de literatura), o, en la colección Carne y Sueño de arte y poesía, libros de poetas como Juan Manuel Romero, Josefa Parra, David Eloy Rodríguez o José María Gómez Valero, y de artistas como Miki Leal, José Miguel Pereñíguez, Javier Parrilla o Pedro Mora.